# Synaldis ultima
Synaldis ultima är en stekelart som beskrevs av Fischer 1970. Synaldis ultima ingår i släktet Synaldis och familjen bracksteklar. Inga underarter finns listade i Catalogue of Life.